# Liste der Einträge im National Register of Historic Places im Dallam County
Die Liste der Registered Historic Places im Dallam County führt alle Bauwerke und historischen Stätten im texanischen Dallam County auf, die in das National Register of Historic Places aufgenommen wurden.

## Aktuelle Einträge
| Lfd. Nr. | Name im NRHP             | Bild | Datum der Eintragung | Adresse/Lage                    | Ort     | NRHP-ID  | Beschreibung |
| -------- | ------------------------ | ---- | -------------------- | ------------------------------- | ------- | -------- | ------------ |
| 1        | Dallam County Courthouse |      | 15. Okt. 1992        | Kreuzung Fifth und Denrock Sts. | Dalhart | 92001375 |              |